# تو را تا مرگ دوست دارم
تو را تا مرگ دوست دارم (به انگلیسی: I Love You to Death) فیلمی محصول سال ۱۹۹۰ و به کارگردانی لارنس کاسدان است. در این فیلم بازیگرانی همچون کوین کلاین، تریسی آلمن، ویلیام هرت، ریور فینیکس، جوآن پلورایت، کیانو ریوز، جیمز گامون، ویکتوریا جکسون، میریام مارگولیس، الیسن پورتر، جاناتان کاسدان، هدر گراهام و فوبه کیتس ایفای نقش کرده‌اند.